# Tooting
Tooting es un barrio del municipio londinense de Wandsworth, en Inglaterra, Reino Unido. Se encuentra a unos 8 kilómetros (5 millas) al sursudoeste de Charing Cross. En 2011 tenía una población de 16.239 habitantes.